# Cúp Puskás 2013
Cúp Puskás 2013 là mùa giải thứ sáu của Cúp Puskás và diễn ra từ 29 tháng Ba đến 1 tháng Tư. Budapest Honvéd là đương kim vô địch. Real Madrid giành chức vô địch thứ hai khi đánh bại Panathinaikos 2-0 trong trận chung kết.

## Đội bóng tham gia
- Budapest Honvéd (đội cũ của Ferenc Puskás)
- Hagi Football Academy (được mời)
- Melbourne Football Institute (được mời)
- Panathinaikos (đội cũ của Ferenc Puskás)
- Puskás Akadémia (chủ nhà)
- Real Madrid (đội cũ của Ferenc Puskás)

## Địa điểm
- Stadion Sóstói
- Felcsút

Kết quả
Tất cả thời gian tính theo (UTC+2).

### Bảng A
| Đội bóng              | St | T | H | B | GF | BB | HS | Đ |
| --------------------- | -- | - | - | - | -- | -- | -- | - |
| Real Madrid           | 2  | 1 | 1 | 0 | 1  | 1  | 0  | 4 |
| Puskás Akadémia       | 2  | 1 | 1 | 0 | 1  | 1  | 0  | 4 |
| Hagi Football Academy | 2  | 0 | 0 | 2 | 0  | 2  | −2 | 0 |

| Puskás Akadémia | 1 – 0 | Hagi Football Academy |
| --------------- | ----- | --------------------- |
|                 |       |                       |

| Puskás Akadémia | 0 – 0 | Real Madrid |
| --------------- | ----- | ----------- |
|                 |       |             |

| Real Madrid | 1 – 0 | Hagi Football Academy |
| ----------- | ----- | --------------------- |
|             |       |                       |

### Bảng B
| Đội bóng                     | St | T | H | B | GF | BB | HS | Đ |
| ---------------------------- | -- | - | - | - | -- | -- | -- | - |
| Panathinaikos                | 2  | 2 | 0 | 0 | 7  | 1  | +6 | 6 |
| Budapest Honvéd              | 2  | 1 | 0 | 1 | 3  | 2  | +1 | 3 |
| Melbourne Football Institute | 2  | 0 | 0 | 2 | 0  | 7  | −7 | 0 |

| Budapest Honvéd | 2 – 0 | Melbourne Football Institute |
| --------------- | ----- | ---------------------------- |
|                 |       |                              |

| Panathinaikos | 2 – 1 | Budapest Honvéd |
| ------------- | ----- | --------------- |
|               |       |                 |

| Panathinaikos | 5 – 0 | Melbourne Football Institute |
| ------------- | ----- | ---------------------------- |
|               |       |                              |

### Tranh hạng 5
| Hagi Football Academy | 6 – 0 | Melbourne Football Institute |
| --------------------- | ----- | ---------------------------- |
|                       |       |                              |

### Tranh hạng 3
| Budapest Honvéd | 4 – 2 | Puskás Akadémia |
| --------------- | ----- | --------------- |
|                 |       |                 |

### Chung kết
| Real Madrid | 2 – 0 | Panathinaikos |
| ----------- | ----- | ------------- |
|             |       |               |